# Medvetande hos djur

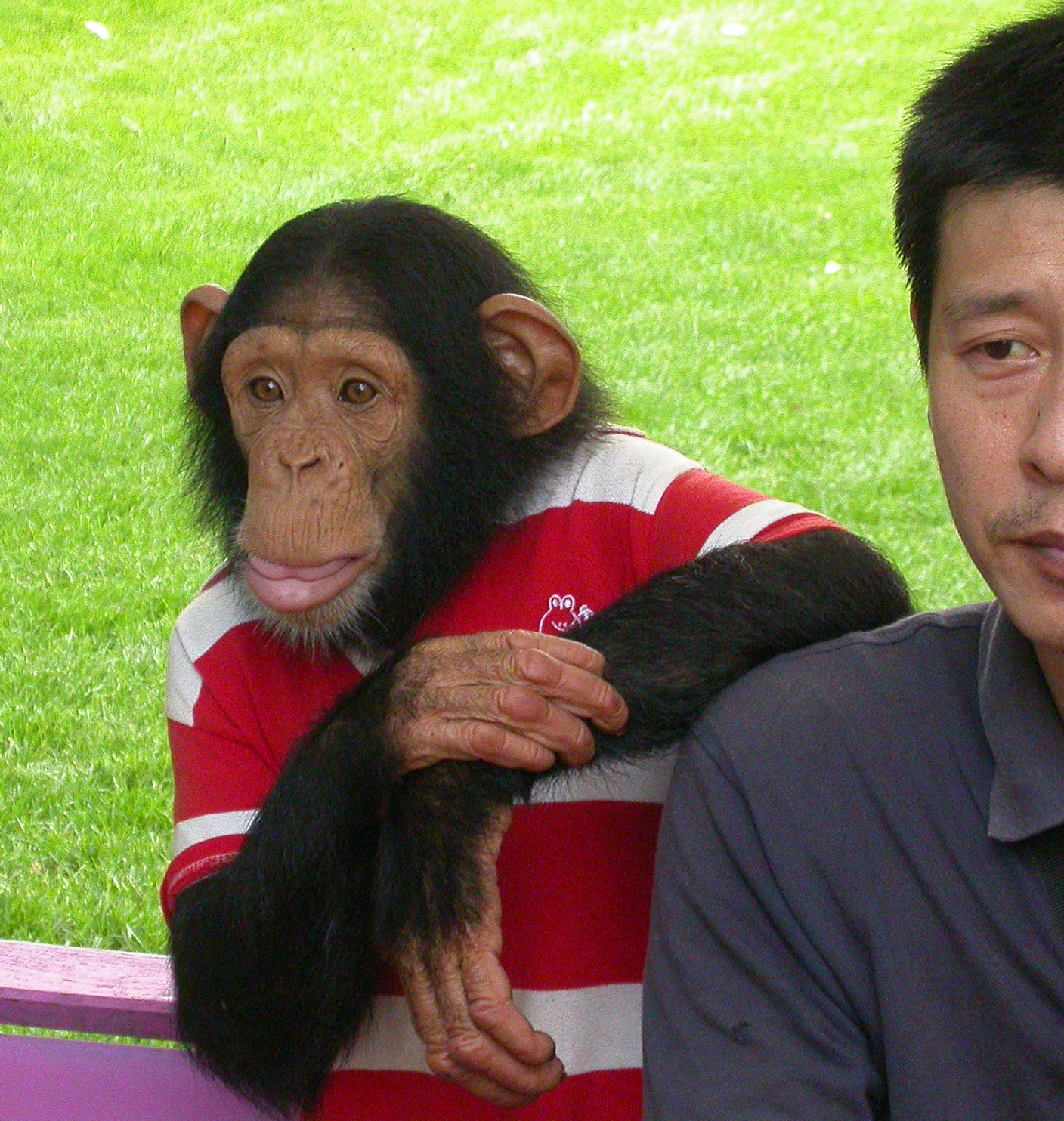
En schimpans och en människa.

Frågan om icke-mänskliga djur har medvetande och i sådant fall, av vilket slag, har betydelsefulla filosofiska implikationer, inte minst för frågan om deras moraliska status. Den är kontroversiell och ståndpunkterna är vitt skilda, från Descartes syn att djur kan liknas vid känslolösa och omedvetna maskiner till de teorier som tillskriver djur ett rikt inre liv. Ämnet har fått förnyad relevans sedan senare delen av 1900-talet, då den så kallad "kognitiva revolutionen" ägde rum. Experiment som har utförts tyder på att många djurarter har ett långt mer utvecklat mentalt liv än man tidigare trott. En lång rad kognitiva förmågor som tidigare ansågs unikt mänskliga har upptäckts hos en eller flera andra arter, bland annat redskapsanvändning, planering, moral och talat språk.
En avgörande distinktion i frågan är den mellan medvetande och självmedvetande, där det senare mer sällan tillskrivs djur. Dock blir listan på djurarter som kan känna igen sig själva i en spegel allt längre, vilket brukar anses vara ett bevis för självmedvetande.

## Medvetande
En anledning till att frågan om djurs medvetande är svår att besvara är avsaknaden av konsensus kring hur man ska definiera eller påvisa medvetande. Vissa psykologer menar att det inte går att finna en gemensam kärna för de olika användningarna av begreppet. Det förekommer minst fem olika användningar av begreppet: För det första sägs en varelse vara medveten när den är vaken, till skillnad från när den sover. För det andra används begreppet om förmågan att reagera på sin omgivning. Dessa två typer av medvetande är okontroversiella att tillskriva djur. Om vakenhet och reaktionsförmåga också alltid innebär subjektiv upplevelse är däremot omtvistat. Denna typ av medvetande kallas "fenomenellt medvetande" och handlar om kvalitativa, subjektiva eller fenomenologiska aspekter av medveten upplevelse. Thomas Nagel har argumenterat för att åtminstone vissa djur utöver människor besitter denna förmåga. Han beskriver den som att det "är som någonting" att vara en varelse av en specifik art. Han menar att det är svårt, om inte omöjligt, att veta hur det är att vara exempelvis en fladdermus, men antar att det är på något sätt, det vill säga att de är fenomenellt medvetna.
En definition av medvetande, formulerades av Ned Block i hans artikel On A Confusion About a Function of Consciousness från 1995. "Access consciousness" (ungefär "åtkomstmedvetenhet") beskrivs som förmågan att skapa mentala representationer av sin omgivning och med hjälp av dessa utföra kognitiva aktiviteter som att planera, resonera, kategorisera och frivilligt rikta sin uppmärksamhet på någonting. Block själv anser att en del djur har denna förmåga, men andra, som Donald Davidson, förnekar detta.
Förutom dessa typer av medvetande läggs ofta vikt vid självmedvetande, det vill säga att vara medveten om sig själv och/eller sitt eget medvetande. Även om de flesta anser att tesen att vissa djur är självmedvetna är falsifierbar och därmed möjlig att testa empiriskt, så råder ingen enighet kring sakfrågan. Egenskapen självmedvetande ligger nära egenskapen att vara medveten om andra varelsers medvetandetillstånd, så kallad mentalisering.

## Kunskapsteoretiska problem
Djurs medvetande ger upphov till två centrala kunskapsteoretiska frågor: Kan vi få reda på vilka djur som är medvetna? och Kan vi få reda på hur djurs medvetande ter sig för dem? Dessa har kallats för "den distributiva frågan" respektive "den fenomenologiska frågan". Förutom de sedvanliga problemen gällande andra människors medvetande, är samma problem tillämpat på djur än mer svårtillgängligt eftersom vi inte kan kommunicera med dessa på samma sätt.

## Argument

### Mot medvetande

#### Olikhet
Ett argument som har framförts mot påståendet att djur skulle vara medvetna fokuserar på olikheter mellan människor och andra djur, exempelvis att de flesta andra djur inte tycks använda språk på samma sätt som människor (se dock ). En tidig version av ett sådant olikhetsargument framfördes redan av 1600-talsfilosofen Descartes. Descartes avvisade exempelvis papegojor som "pratade" med förklaringen att det endast var meningslösa repetitioner. Senare vetenskapliga undersökningar av talande papegojor tyder emellertid starkt på att Descartes hade fel.

#### Icke självmedvetenhet
Peter Carruthers har argumenterat mot djurs medvetande både med likhetsargument och med argument som baserar sig på frånvaron av självmedvetenhet hos djur. Han menar att fenomenellt medvetande kräver förmågan att tillskriva sig själv och andra varelser medvetandetillstånd, det vill säga mentalisering. Eftersom djur inte har den förmågan (enligt Carruthers) så kan de heller inte vara medvetna. Detsamma gäller människobarn upp till två-tre års ålder, eftersom inte heller de anses kunna mentalisera.

#### Epistemologiska argument
Ytterligare en kategori av argument mot djurs medvetande fokuserar på omöjligheten att över huvud taget få kunskap i frågan. Man utmanar försvararna av medvetande hos djur att presentera en vetenskaplig metod som med säkerhet kan påvisa att djur är medvetna. Man tänker sig att medvetande befinner sig bortom vetenskapens gränser och därför är en, i vetenskapliga sammanhang, icke-fråga.

### För medvetande

#### Likhet
Förespråkarna av medvetande hos djur använder likheten mellan människor och många andra djur som argument. Vissa av dessa argument går ut på att vi får kunskap om andra människors medvetandetillstånd genom att observera hur de beter sig, och om detta kan räknas som säker kunskap, så bör samma metod även kunna tillämpas på många djur.

#### Bäst förklaring
Inom vetenskapen råder det samförstånd om att det kan finnas flera konkurrerande teorier som alla på ett uttömmande sätt kan förklara ett fenomen. Därför ställer man upp kriterier på hur en teori ska vara och vad den ska innehålla. Ett sådant kriterium är Ockhams rakkniv, det vill säga det kriteriet som säger att den enklaste förklaringen är den bästa. Sådana bästa-förklaringar-argument har använts även av förespråkare för medvetande hos djur. De resonerar som så att en del beteenden hos vissa djur helt enkelt bäst förklaras genom att tillskriva dem bakomliggande medvetna mentala processer, eller att den förklaring som vi anses enklast för att förklara människors beteende också bör tillämpas på andra varelser med liknande nervsystem.